# Adrianus Blom

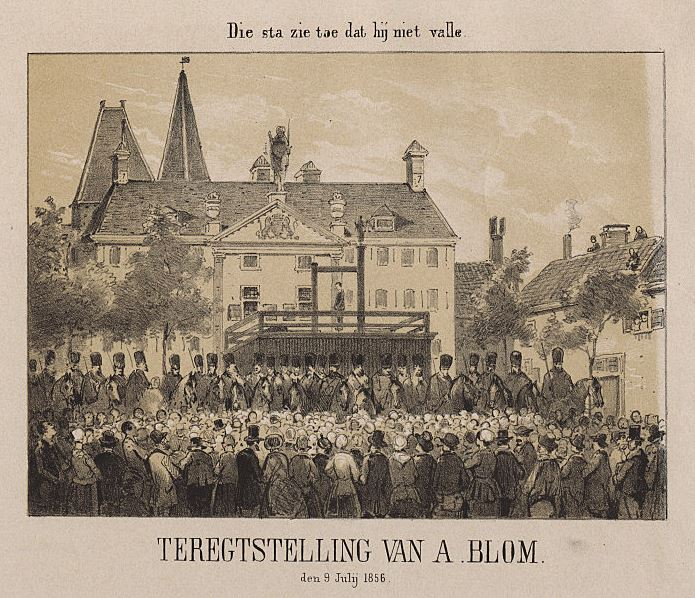
De terechtstelling van Blom in 1856

Adrianus (Janus) Blom (Rietveld, 7 april 1824 - Leiden, 9 juli 1856) was een boerenknecht die in 1856 wegens doodslag en diefstal ter dood veroordeeld werd. Hij was een van de laatste personen die in Nederland in vredestijd werd geëxecuteerd. De misdaad was dermate gruwelijk dat kranten uit het hele land erover schreven, waardoor de zaak veel aandacht kreeg.

## Levensloop
Blom werd geboren als vijfde kind in een gezin van negen kinderen, van wie er slechts drie (een oudere broer, ook Adrianus (maar roepnaam Arie) geheten, een oudere zus, Elizabeth en Adrianus zelf) de volwassen leeftijd haalden. Adrianus volgde zes jaar lager onderwijs, maar leerde in die tijd niet lezen. Volgens het Algemeen Handelsblad, dat op 25 maart 1856 een artikel wijdde aan de komende rechtszaak tegen Adrianus was hij pokdalig en had hij een "zeer dom uiterlijk".

## Misdaad

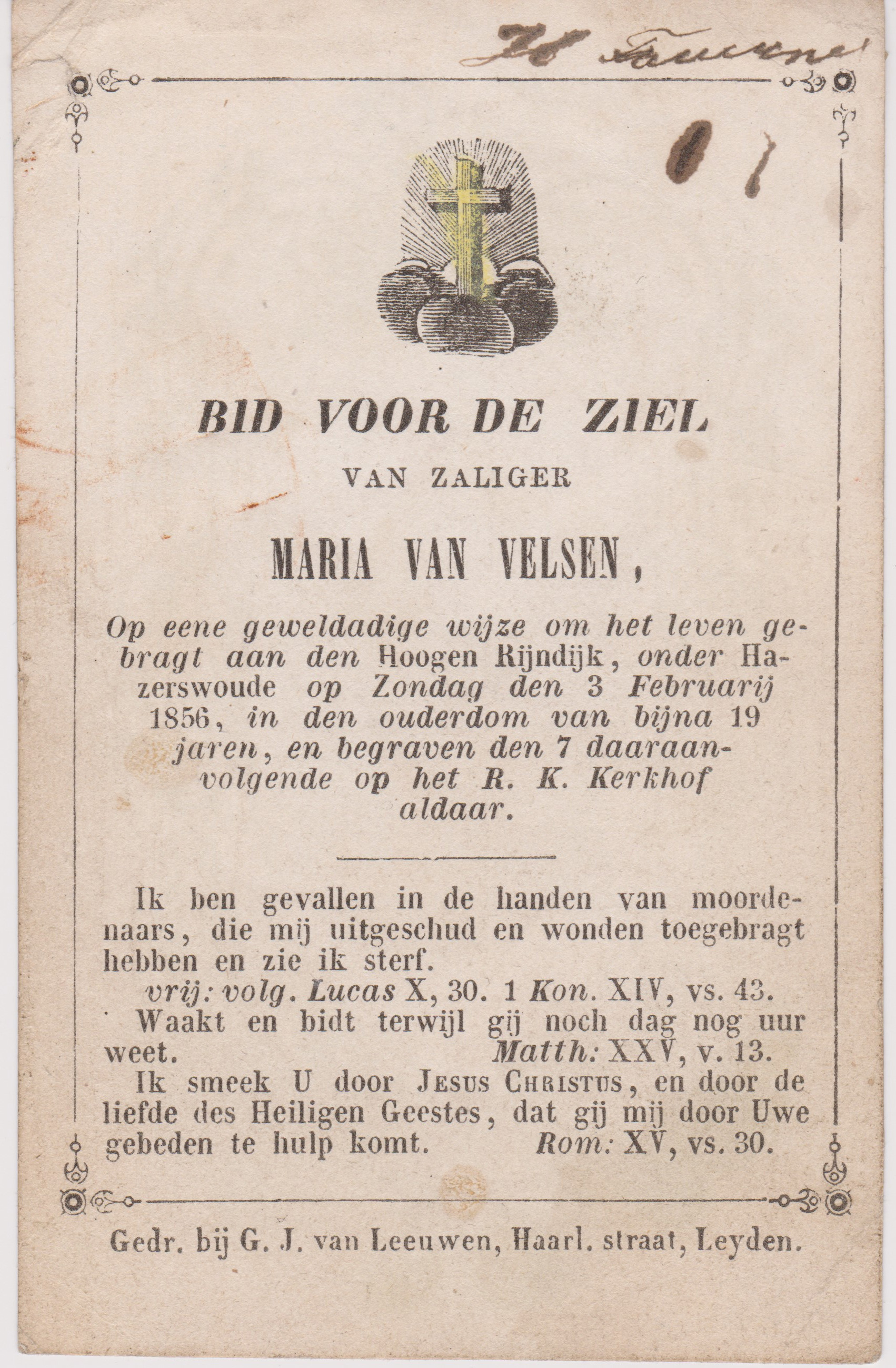
Bidprentje van de door Adrianus Blom vermoorde Maria van Velsen

Adrianus Blom wilde op 3 februari 1856 inbreken in het huis in Hazerswoude van zijn voormalige werkgever, Cornelis van Velsen, naar eigen zeggen om aan geld te komen voor zijn aanstaande bruiloft. Omdat het zondagochtend was en de hele familie normaal gesproken naar de kerk ging, verwachtte hij dat niemand thuis was. Eenmaal binnengebroken in de woning trof hij echter de 18-jarige dochter Maria thuis aan. Maria bood Blom aan dat als hij zou vertrekken, zij zijn inbraak geheim zou houden. Hij antwoordde haar dat hij geen levende getuigen wilde achterlaten en dus dat hij haar moest vermoorden. Van Velsen vluchtte daarop naar de koeienstal. Adrianus achtervolgde haar en in de koeienstal vond een flinke worsteling plaats met Maria, die stevig gebouwd was. Blom werd door Maria in de vinger gebeten, maar zij raakte bewusteloos nadat hij met een klomp verschillende malen op haar hoofd had geslagen. Eenmaal bewusteloos verdronk Adrianus haar in een waterbak. Nadat Maria van Velsen dood was, vervolgde hij zijn inbraak.
Korte tijd later werd Blom gearresteerd. Aanvankelijk ontkende hij alles, maar in zijn huis werd een bebloed adreskaartje van orgelmaker Lohman uit Leiden gevonden. De vader van het slachtoffer verklaarde dat hij dit kaartje in huis had gehad, en Blom kon niet lezen wat op het kaartje stond: hij had gedacht dat het een waardepapier van de bank was. Hiermee geconfronteerd bekende Blom de misdaad.

## Rechtszaak
Adrianus Blom werd aangeklaagd voor moedwillige doodslag en diefstal in een bewoonde woning met doodslag als gevolg. De rechtszaak begon op 4 april 1856 in het Hof van Zuid-Holland in Den Haag. Voorzitter van de rechtbank was mr. J.A. Philipse, openbaar aanklager was mr. N. La Grappe Dominicus. Er werden 22 getuigen en deskundigen verhoord en Blom bevestigde ook zijn eerdere bekentenis. De aanklager eiste daarop de doodstraf, te voltrekken binnen de gemeente Alphen. De verdediger van Blom, mr. C. van Bell, voerde aan dat de verstandelijke vermogens van zijn cliënt zo beperkt waren dat de daad in een vlaag van waanzinnigheid moest zijn uitgevoerd. De advocaat hoopte dat men in de beschuldigde een ongelukkige zien zou, bekrompen van geestvermogens, diep beklagenswaardig en die medelijden verdient.
Acht dagen later, op 12 april 1856 deed de rechtbank uitspraak. De rechtbank vond bewezen dat Adrianus Blom verantwoordelijk was voor de dood van Maria van Velsen bij het plegen van de inbraak. En hoewel de rechtbank erkende dat Blom over weinig verstand beschikte, werd dit als verweer verworpen, omdat hij moedwillig naar de woning was gegaan, gedurende langere tijd zijn misdaad daar had gepleegd en gehandeld had vanuit een zucht naar geld. Bovendien had Blom zijn misdaad bekend.
Adrianus Blom werd veroordeeld tot de doodstraf, te voltrekken door middel van de galg in Leiden. Na het uitspreken van het vonnis hield de voorzitter van het gerechtshof een "gepaste toespraak" tot Adrianus Blom. Volgens aanwezigen was Blom zeer neergeslagen en aangedaan door het vonnis.
Op 28 mei vond cassatie plaats voor de Kamer van Strafzaken van de Hoge Raad. Op 11 juni werd de cassatie verworpen. Hierna werd nog een gratieverzoek bij de koning ingediend.

## Executie
Begin juli 1856 wees de koning het gratieverzoek af. In de kranten verschenen berichten dat de voltrekking van het vonnis binnen enkele dagen zou plaatsvinden in Leiden.
Op 9 juli zes uur 's ochtends werd Adrianus Blom vanuit het 'huis van burgerlijke en militaire verzekering' in Den Haag per rijtuig overgebracht naar het Huis van Arrest in Leiden. Een dag eerder was het schavot opgesteld. Om 12.00 uur betrad Adrianus Blom het schavot, begeleid door een geestelijke. Een grote menigte had zich verzameld om getuige te zijn van zijn executie. Volgens aanwezigen was Blom vol berouw over zijn misdaad en besefte hij dat hij de doodstraf verdiende.

## Na zijn executie
Aanvankelijk schreven de kranten dat de executie snel was gegaan. Maar ongeveer een maand later verschenen berichten dat de voltrekking van het doodvonnis een langdurige marteling was geweest. Op verzoek van het departement van Justitie werd besloten een onderzoek te doen naar de gang van zaken bij de terechtstelling, om zulk leed in de toekomst te voorkomen.